# Studiorum ducem
Studiorum ducem, en español "Guía de los estudios", es la 3ª encíclica del papa Pío XI, datada el 29 de junio de 1923, con motivo del sexto centenario de la canonización de Santo Tomás de Aquino.

## Santo Tomás de Aquino
Tomás de Aquino (Roccasecca (Italia), 1224 - Abadía de Fossanova, 1274), fraile dominico, teólogo y filósofo es considerado el principal representante de la escolástica y de la teología sistemática. La fama de su sabiduría y de su santidad se extendió por la Iglesia ya durante su vida. Fue canonizado por Juan XXII el 18 de julio de 1323. Fue nombrado Doctor de la Iglesia por Pío V el 11 de abril de 1567; sus enseñanzas utilizadas por el Concilio de Trento y el Vaticano I, y recomendado por León XIII, y declarado como guía de la enseñanza del clero por el Código de Derecho Canónico  de 1917.

## Contenido de la encíclica
El papa comienza la encíclica recordando la decisión que ha tomado recientemente

Studiorum Ducem sacrae iuventuti in maioribus disciplinis haud ita pridem per apostolicam epistolam Nos, Iuris Canonici statuta eonfirmantes, habendum esse ediximus Thomam Aquinatem
Confirmando mediante Carta Apostólica cuanto estaba establecido en el Derecho Canónico, hemos ordenado que se tenga a Tomás de Aquino como principal guía de la sagrada juventud en los estudios de las disciplinas superiores
Inicio de la encíclica

Ahora, acercándose el día en que se celebrará el sexto centenario de la canonización de Santo Tomás, quiere inculcar en el ánimo de todos los fieles el deseo de avanzar en la escuela del Santo.
Recordando a grandes rasgos la vida de Santo Tomás, señala como en él se unió la ciencia y la piedad, proporcionando así una ejemplo para todos los sacerdotes. Expone la encíclica cómo vivió este santo en alto grado las virtudes morales, desatacando especialmente su castidad y su humildad: se refiere así cómo venció en su juventud los ataques contra la castidad, y entre sus manifestaciones de humildad, cómo rehusó su elevación al episcopado.
Muestra el papa cómo estuvieron unidos en Santo Tomás el don de la sabiduría con la caridad, pues era el amor de Dios lo que le movía a conocerles cada día mejor, pues 

el “efecto propio de la caridad es que el hombre tienda a Dios uniendo a Él sus afectos, para que viva, no ya para sí, sino para Dios mismo”, vemos cómo en Tomás el amor divino, juntamente con aquella doble sabiduría, aumentó sin cesar, hasta producir en él el olvido perfecto de sí mismo; tal que, habiéndole dicho Jesús Crucificado: Tomás, has escrito bien de Mí, y habiéndole preguntado: ¿Qué premio deseas por tu obra?, él respondió: A Ti solo, Señor.
Encíclica Studiorum ducem, AAS vol. XV, p. 312

Cómo ha iluminado a la Iglesia el saber de Santo Tomas queda de manifiesto en el modo en que su persona y sus enseñanzas han sido alabados por los papas, así ya en su vida Alejandro IV, y tras su muerte Juan XXII que pareció  querer canonizar al mismo tiempo su persona y sus enseñanzas; y citanto el papa a sus antecesores más recientes se refiere a León XIII, Pío X y Benedicto XV
La encíclica repasa las principales aportaciones de Santo Tomás en la teoogía y en la filosofía, y muestra como en sus enseñanzas se contienen los principios con los que pueden cultivarse eficazmente las más diversas disciplinas; hace también hincapié en sus enseñanzas morales, útiles tanto para la vida privada como para las cuestiones pública. Destaca el papa cómo muestra Santo Tomás la capacidad de la razón para conocer de las cosas divinas, aunque necesite moralmente de la ayuda de la fe para alcanzarlas con seguridad. Pone así en relación su pensamiento con las enseñanzas del Concilio Vaticano I, y con los errores del modernismo condenados por Pío X en la encíclica Pascendi.
De lo que ha escrito el papa saca conclusiones prácticas, y la primera de ella, que es preciso que los jóvenes tomen a Tomás como modelo, especialmente en la humildad y en la pureza. Así mismo los religiosos deben mirarse en Tomás como en un espejo por lo que se refiere a su humildad. Todos los fieles cristianos deben seguir su ejemplo en su devoción a la Santísima Virgen, a la Eucaristía y la Santa Misa.
Por otra parte, 

Para evitar los errores, que son la primera causa de las miserias de nuestros tiempos, es preciso permanecer fieles, hoy más que nunca, a las doctrinas del Aquinate.
Encíclica Studiorum ducem, AAS vol. 15 p. 322.

así la encíclica repasa las aportaciones de sus enseñanzas en los diversos campos del saber religioso. Se trata de acudir a Santo Tomás, para disponer de la sana doctrina con la que alimentar a las almas. Por ello, siguiendo lo establecido, principalmente por León XIII y Pío X, y recordando lo el propio Pío XI ya ha mandado, pide que sea cuidadosamente guardado lo establecido en el Código de Derecho Canónico:

"Los estudios de filosofía racional y de la teología, y la instrucción de los alumnos en tales disciplinas, sean tratados totalmente por los profesores según el método, la doctrina y los principios del Doctor Angélico, y estos sean religiosamente mantenidos"
Canon 1366 §2 del Código de Derecho Canónico de 1917, citado textualmente en la encíclica Studiorum ducem AAS vol. XV p. 324,

Termina el papa la encíclica, indicando cómo debe celebrarse este centenario, especialmente en las iglesias de los dominicos, y en los seminarios y centros de enseñanza religiosa, concediendo además determinadas indulgencias para quienes participen en estas celebraciones y recen la oración que utilizó el mismo santo Tomás, y que se incluye al final de la encíclica.